# Exodia
Exodia es un grupo de thrash metal procedente de Valencia, España.

## Historia
Exodia se formó en Valencia (España) en el 2009, siendo en sus comienzos un grupo más enfocado en el heavy metal, pero poco a poco fueron evolucionando hacia un sonido más duro y thrash metal, con influencias tales como Megadeth, Metallica, Arch Enemy, Kreator, Lamb Of God, Machine Head, Overkill o Slayer. Si algo caracteriza a Exodia es su facilidad en mezclar el thrash metal con otros estilos como el metalcore, death metal y heavy metal.

## 2012: Primer álbum:Slow death
En el año 2010 graban su primera demo a nivel underground cosechando buenas reseñas y con la participación en la producción de Davish G. Álvarez de Angelus Apatrida. La banda sigue haciendo conciertos a nivel nacional destacando con buenos conciertos y en el 2011 entran en el estudio a grabar su primer disco. La discográfica Art Gates records se interesa en la banda ofreciéndoles un contrato discográfico que la banda firma para su primer disco que saldría el 2 de abril del 2012, titulado Slow Death, ahí se ve un gran salto en la banda, tanto en calidad como en repercusión situando a la banda como uno de los referentes thrash metal a nivel nacional, cosechando grandes críticas en medios especializados (webzines, radios, revistas, etc.) además en este disco colabora Davish G. Álvarez como productor y en el solo de la canción World's cancer y Ciro exmiembro de Violent Eve (por cortesía de Noisehead records) en las voces de The Stark Reality.
Hacen en abril coincidiendo con la salida del disco una gira nacional junto con Evile recorriendo la geografía española y comparten escenario además con grupos de talla internacional como Noctem, Coprolith, Korpiklaani, Trollfest, Criminal o Ángelus Apátrida. Además graban 2 videoclips de los temas 'No rules no kisses' y 'Fight my cock and your palate'.
En verano del 2013 se presentan al concurso Resurrección Band Contest, siendo uno de los tres ganadores y tocando en el Festival Resurrección fest con otras bandas de la talla de Slayer, Lamb of god, Trivium, Bad Religion, etc. Además de tocar en el Luarca Metal Fest con Overkill, Destruction, Bullet, etc. Sin duda el verano del 2013 es un paso importante para la banda.

## 2014: Segundo álbum:Hellbringer
En enero del 2014 lanzan su segundo LP esta vez autoeditado, grabado de nuevo en los Darkest Studios de la mano de David Fau.
Este disco es un paso importante donde realmente se nota una mayor madurez musical, siendo este un disco más directo, más thrash, más elaborado, consiguiendo muy buenas críticas y acogida por parte de sus fanes, además lanzan junto con el disco un video lyric de su primer sencillo "Wicked seed", tiempo después editan el videoclip del tema Infected hate con ambientación de película de zombis antigua de serie B.
Durante el 2015 continúan su gira presentación del álbum haciendo en verano una minigira junto con Death Angel (USA) tocando en festivales como el Rock Arena y el Acordes de Rock. Así como también una pequeña gira con Exumer.
Separación: Después de dos últimos conciertos en 2016, Exodia deciden separarse.

## 2023: Tercer álbum:Into the Mouth of Hell
Tras un largo parón en el 2023 regresan con más fuerza y más ganas que nunca, lanzando en diciembre su nuevo disco, Into the Mouth of Hell en el que la banda da un paso más hacia un estilo más personal y con nuevos matices, cosechando excelentes reseñas por parte de aficionados y medios especializados,

## Miembros
- Amando Milla, Voz.
- Erik Oliver, Guitarra.
- Rafa Las Heras, Guitarra.
- Víctor Tello, Bajo.
- Toni Camarero Batería

### Miembros pasados
- Pablo Vergara, batería (desde 2009 hasta 2012).
- Pablo Tello, Guitarra. (desde 2009 hasta 2016)

## Discografía

### Álbumes
- 2010: Exodia (EP)
- 2012: Slow death (Art Gates Records)
- 2014: Hellbringer (Autoedited)
- 2023: Into the Mouth of Hell (Autoedited)